# Boombastic
«Boombastic» (también conocida como «Mr. Boombastic»), es una canción del cantante jamaicano Shaggy, lanzada en mayo de 1995 por Virgin Records como el segundo sencillo del álbum de estudio del mismo nombre. La canción fue producida y coescrita por Shaggy. Después de ser utilizada en un anuncio de Levi's, logró éxito comercial en muchos países, incluidos Irlanda, Reino Unido, Suecia, Nueva Zelanda y Australia, donde encabezó las listas de sencillos. Pasó una semana en el número uno tanto en la lista Billboard R&B de Estados Unidos como en la UK Singles Chart. También alcanzó el número tres en el Billboard Hot 100. La pista contiene un sample de la canción de King Floyd «Baby Let Me Kiss You». En enero de 1996 se lanzó un remix con Sting, que incluye una muestra de «Let's Get It On» de Marvin Gaye. Este último aparece en algunas versiones del álbum Boombastic como pista extra.

## Recepción comercial
«Boombastic» fue un gran éxito en todo el mundo y se convirtió en la canción más exitosa de Shaggy hasta la fecha. Alcanzó el puesto número uno en Australia, El Salvador, Irlanda, Italia, Nueva Zelanda, Suecia, y Reino Unido, donde encabezó la lista de sencillos británicos en septiembre de 1995. En Europa, la canción entró en el top 5 también en Austria (2), Bélgica (4), Dinamarca (2), Finlandia (2), Alemania (2), Islandia (4), Países Bajos (4), Noruega (2), España (3) y Suiza (3). En Francia, estuvo entre los 10 primeros (7). En el Eurochart Hot 100, «Boombastic» también alcanzó el número uno en noviembre de 1995. En Estados Unidos, la canción alcanzó el puesto número uno en la lista Billboard Hot R&B/Hip-Hop Songs y el número tres en Hot 100. En Canadá, alcanzó el número ocho en la lista Dance/Urban, de la revista RPM.
«Boombastic» fue certificado de oro en Austria (25 000), Francia (250 000) y Alemania (250 000), mientras que en Australia (70 000), Nueva Zelanda (10 000), Noruega (10 000) y el Reino Unido (600 000), y Estados Unidos (1 200 000) fue certificado de platino.

## Recepción crítica
«Boombastic» recibió críticas principalmente favorables de los críticos musicales. El editor de AllMusic, David Jeffries, consideró la canción como «fundamental» para el músico. Larry Flick de Billboard señaló que «se mueve con un ritmo hipnótico que le debe tanto al hip hop y al rave/pop como a la música tradicional isleña. El deejay de Shaggy es bastante amigable para los oídos del pop convencional, y gira y dobla magistralmente el estribillo, preparado para ser elegido inmediatamente por los oyentes de jeep, el tema humeante viene en dos versiones radicales que están diseñadas para atraer tanto a los niños de la calle como a sus homólogos más maduros. Chuck Campbell de Knoxville News Sentinel lo declaró como «una invitación segura» impulsada por el «ronroneo grave» del cantante, y añadió que está «dejando una huella más profunda en la psique estadounidense. Desafortunadamente para Shaggy, la canción suena más como una novedad de verano que como un hito que marca tendencia». Heidi Siegmund Cuda de Los Angeles Times consideró que la canción «es, con diferencia, la melodía de radio más encantadora de este verano». David Hemingway de Melody Maker lo consideró «ragga ordinaire». Un crítico de Music Week le dio a la canción un cuatro de cinco, afirmando que al ser utilizada en el último anuncio de Levi's, «garantiza a Shagster otro éxito en el Reino Unido con esta ragga pop en cámara lenta que muestra 'Let's Get It On' de Marvin Gaye». John Kilgo de The Network Forty lo declaró una «obra maestra del reggae/rap».
Johnny Cigarettes de NME comentó: «En lo que respecta a las líneas de conversación, esto es tan simple, es brillante, básicamente dice: 'Soy realmente fantástico en la cama, cariño, ¿te gustaría tener relaciones sexuales?' Como disco pop, sin embargo, es espectacularmente aburrido, como el hermano pequeño de Shabba Ranks practicando un brindis mientras afina el piano». Gerald Martinez de New Sunday Times descubrió que «con un respaldo escaso e hipnótico, el jactancioso rap de Shaggy transmite la canción». Un crítico de la revista People opinó que el álbum «se parece más al verdadero reggae» y «la canción principal en bruto es el viaje al top 10 más intransigente del estilo hasta ahora». James Hamilton de Record Mirror lo describió como «gruñón y trivial». Al Weisel de Rolling Stone lo vio como «una obra maestra del dub simplificado, una cacofonía de percusión de samples, efectos de sonido y un piano resonante. El gruñido del barítono de Shaggy rezuma una sexualidad que recuerda tanto la arrogancia del salón de baile de Shabba Ranks como el autosuficiencial deprecio teatral del rey del ska Prince Buster». Mark Sutherland de Smash Hits le dio a «Boombastic» dos de cinco, calificándolo de una pista «brusca y ragga-lite». David Sinclair de The Times lo describió como «un tributo entretenido al atractivo sexual ilimitado del cantante», destacando la «alegría traviesa de Shaggy, las R saliendo de su lengua como el ronroneo de un gran felino». Añadió: «Con un riff de piano de una sola nota y un ritmo de reggae minimalista, 'Boombastic' es uno de esos discos de baile para sentirse bien que parecen evocar una magia especial de la nada. Al igual que el héroe del anuncio, saldremos volando de las tiendas por todas partes».

## Retrospectiva
Bill Lamb de About.com dijo que Shaggy «exhibe montones de encanto personal junto con los ritmos funky de 'Boombastic'», nombrándola una de las mejores canciones de la década de 1990. Tom Ewing de Freaky Trigger dijo que el músico «es el monarca benevolente de este mundo, que ofrece una interpretación cómica, coqueta y que hace cosquillas a la multitud, con su ejército de instrumentos mecánicos bailando dentro y fuera de su fraseo. Su principal truco aquí es usar su voz como un yo-yo, terminando sus vocales en 'rohhhhhh-' antes de devolver la palabra '-¡mantic!'».

## Video musical
El videoclip que acompaña a «Boombastic» muestra a Shaggy actuando dentro y fuera de una casa antigua, rodeado de mujeres bailando y luces parpadeantes. Posteriormente, VEVO lo puso a disposición en el canal oficial de YouTube del cantante en 2009 y había generado casi 200 millones de visitas a principios de 2024.

## Lista de canciones
| Sencillo CD |                                        |          |  |
| N.º         | Título                                 | Duración |  |
| 1.          | «Boombastic» (7-inch Original Edit)    | 3:52     |  |
| 2.          | «Boombastic» (StoneBridge Vocal Remix) | 5:59     |  |

| Maxisencillo |                                               |          |  |
| N.º          | Título                                        | Duración |  |
| 1.           | «Boombastic» (7-inch Original Edit)           | 3:52     |  |
| 2.           | «Boombastic» (StoneBridge Vocal Remix)        | 3:52     |  |
| 3.           | «Boombastic» (Wag Ya Tail Remix)              | 4:19     |  |
| 4.           | «Boombastic» (Firefox & 4Tree BassBoom Remix) | 6:32     |  |
| 5.           | «Boombastic» (Sting vs. Shaggy Remix)         | 5:59     |  |
| 6.           | «Boombastic» (Boom the Dancehall Dub)         | 6:05     |  |

| Casete |                                               |          |  |
| N.º    | Título                                        | Duración |  |
| 1.     | «Boombastic» (7-inch Original Edit)           | 3:52     |  |
| 2.     | «Boombastic» (StoneBridge Vocal Remix)        | 3:52     |  |
| 3.     | «Boombastic» (Firefox & 4Tree BassBoom Remix) | 6:32     |  |
| 4.     | «Boombastic» (Sting vs. Shaggy Remix)         | 5:59     |  |

| Vinilo 7" |                                       |          |  |
| N.º       | Título                                | Duración |  |
| 1.        | «Boombastic» (7-inch Original Edit)   | 3:52     |  |
| 2.        | «Boombastic» (Sting vs. Shaggy Remix) | 5:59     |  |

| Vinilo 12" |                                               |          |  |
| N.º        | Título                                        | Duración |  |
| 1.         | «Boombastic» (LP Version)                     | 4:08     |  |
| 2.         | «Boombastic» (StoneBridge Vocal Remix)        | 3:52     |  |
| 3.         | «Boombastic» (Wag Ya Tail Remix)              | 4:19     |  |
| 4.         | «Boombastic» (Firefox & 4Tree BassBoom Remix) | 6:32     |  |
| 5.         | «Boombastic» (Sting vs. Shaggy Remix)         | 5:59     |  |
| 6.         | «Boombastic» (Boom the Dancehall Dub)         | 6:05     |  |

| Vinilo 12" (Jungle Mixes) |                                               |          |  |
| N.º                       | Título                                        | Duración |  |
| 1.                        | «Boombastic» (Firefox & 4Tree BassBoom Remix) | 6:32     |  |
| 2.                        | «Boombastic» (Boom the Dancehall Dub)         | 6:05     |  |

| Sencillo CD |                                               |          |  |
| N.º         | Título                                        | Duración |  |
| 1.          | «Boombastic» (LP Version)                     | 4:08     |  |
| 2.          | «Boombastic» (Sting vs. Shaggy Remix)         | 4:16     |  |
| 3.          | «Boombastic» (Firefox & 4Tree BassBoom Remix) | 6:32     |  |
| 4.          | «In the Summertime»                           | 4:00     |  |
| 5.          | «Gal Yu a Pepper»                             | 4:16     |  |

| Casete |                                       |          |  |
| N.º    | Título                                | Duración |  |
| 1.     | «Boombastic» (LP Version)             | 4:08     |  |
| 2.     | «Boombastic» (Sting vs. Shaggy Remix) | 4:16     |  |
| 3.     | «In the Summertime»                   | 4:00     |  |
| 4.     | «Gal Yu a Pepper»                     | 4:16     |  |

| Vinilo 12" |                                       |          |  |
| N.º        | Título                                | Duración |  |
| 1.         | «Boombastic» (LP Version)             | 4:08     |  |
| 2.         | «Boombastic» (Sting vs. Shaggy Remix) | 4:16     |  |
| 3.         | «Boombastic» (Boom the Dancehall Dub) | 6:05     |  |
| 4.         | «In the Summertime»                   | 4:00     |  |
| 5.         | «Gal Yu a Pepper»                     | 4:16     |  |

## Posicionamiento en listas
| Lista (1995-96)                          | Mejor posición |
| ---------------------------------------- | -------------- |
| Australia (ARIA)                         | 1              |
| Austria (Ö3 Austria Top 40)              | 2              |
| Bélgica (Ultratop 50 Flanders)           | 4              |
| Bélgica (Ultratop 50 Wallonia)           | 5              |
| Dinamarca (IFPI)                         | 2              |
| El Salvador (El Siglo de Torreón)        | 1              |
| Unión Europea (European Hot 100 Singles) | 1              |
| Unión Europea (European Dance Radio)     | 5              |
| Finlandia (Suomen virallinen lista)      | 2              |
| Francia (SNEP)                           | 7              |
| Alemania (Official German Charts)        | 2              |
| Islandia (Íslenski Listinn Topp 40)      | 4              |
| Irlanda (IRMA)                           | 1              |
| Italia (Musica e dischi)                 | 1              |
| Países Bajos (Dutch Top 40)              | 4              |
| Países Bajos (Mega Single Top 100)       | 4              |
| Nueva Zelanda (Recorded Music NZ)        | 1              |
| Noruega (VG-lista)                       | 2              |
| Escocia (OCC)                            | 2              |
| España (AFYVE)                           | 3              |
| Suecia (Sverigetopplistan)               | 1              |
| Suiza (Schweizer Hitparade)              | 3              |
| Reino Unido (Official Charts Company)    | 1              |
| Reino Unido (UK R&B Chart)               | 1              |
| Estados Unidos (Billboard Hot 100)       | 3              |
| Estados Unidos (Dance Singles Sales)     | 2              |
| Estados Unidos (Hot R&B/Hip-Hop Songs)   | 1              |
| Estados Unidos (Hot Rap Songs)           | 1              |
| Estados Unidos (Rhythmic)                | 6              |

| Lista (1995)                             | Posición |
| ---------------------------------------- | -------- |
| Austria (Ö3 Austria Top 40)              | 28       |
| Bélgica (Ultratop 50 Flanders)           | 30       |
| Bélgica (Ultratop 50 Wallonia)           | 39       |
| Unión Europea (European Hot 100 Singles) | 3        |
| Unión Europea (European Dance Radio)     | 14       |
| Francia (SNEP)                           | 45       |
| Alemania (Official German Charts)        | 26       |
| Islandia (Íslenski Listinn Topp 40)      | 92       |
| Países Bajos (Dutch Top 40)              | 42       |
| Países Bajos (Single Top 100)            | 28       |
| Nueva Zelanda (Recorded Music NZ)        | 3        |
| Suecia (Sverigetopplistan)               | 4        |
| Suiza (Schweizer Hitparade)              | 34       |
| UK Singles (OCC)                         | 15       |
| Billboard Hot 100                        | 18       |
| Lista (1996)                             | Posición |
| Australia (ARIA)                         | 16       |
| Unión Europea (European Hot 100 Singles) | 75       |

## Certificaciones
| País           | Certificación | Ventas    |
| -------------- | ------------- | --------- |
| Australia      | Platino       | 70 000    |
| Austria        | Oro           | 25 000    |
| Francia        | Oro           | 250 000   |
| Alemania       | Oro           | 250 000   |
| Nueva Zelanda  | Platino       | 10 000    |
| Noruega        | Platino       | 10 000    |
| Reino Unido    | Platino       | 600 000   |
| Estados Unidos | Platino       | 1 200 000 |

## Historial de lanzamientos
| País           | Fecha                    | Formato(s)      | Discográfica | Ref.   |
| -------------- | ------------------------ | --------------- | ------------ | ------ |
| Estados Unidos | mayo de 1995             | 12", CD, casete | Virgin       |        |
| Reino Unido    | 11 de septiembre de 1995 | 12", CD, casete | Virgin       | [ 65 ] |
| Japón          | 27 de septiembre de 1995 | CD              | Virgin       | [ 66 ] |

## En la cultura popular
La canción apareció en la película animada de 2006 Barnyard, cantada por el personaje «Biggie Cheese». Junto con su escena correspondiente, la canción se convirtió posteriormente en un meme de internet aproximadamente una década después.
También aparece en la película de comedia de 2007 Las vacaciones de Mr. Bean.